# Internacional Comunista Juvenil

A Internacional Comunista Juvenil era a organização internacional paralela de juventude associada à Internacional Comunista (Comintern).

Símbolo da ICJ, versão francês-português-espanhol

## História

### Organização internacional socialista juvenil antes da Primeira Guerra Mundial
Após esforços fracassados para formar uma associação internacional de organizações juvenis socialistas em 1889 e 1904, em maio de 1907, uma conferência em Estugarda, Alemanha, reuniu-se para formar a União Internacional de Organizações Juvenis Socialistas (Internationale Verbindung Sozialistischer Jugendorganisationen, abreviadamente IVSJO). A IVSJO manteve a sua sede em Viena e funcionou como a secção da juventude da Segunda Internacional.
Na sua fundação, o Secretário Internacional da IVSJO foi Hendrik de Man. De Man foi sucedido por Robert Danneberg, que ocupou o cargo entre 1908 e 1915. O primeiro presidente da IVSJO foi o radical antimilitarista alemão Karl Liebknecht. Liebknecht serviu de inspiração e de "estadista mais velho" para a juventude radical em toda a Europa.
A chegada da Primeira Guerra Mundial pôs fim ao trabalho da IVSJO. A organização foi fundada com base na premissa de que a sua tarefa era principalmente educativa, e não política, e que a participação dos jovens socialistas de todos os países e de todas as tendências políticas eram necessárias para a sua contínua capacidade de funcionamento. A chegada da guerra europeia e o apoio dos vários partidos nacional-socialistas aos seus governos no conflito puseram efetivamente fim à possibilidade de cooperação internacional e a IVSJO oficial deixou efetivamente de existir.
Contudo, o movimento juvenil radical baseado na nação neutra da Suíça tentou unir as várias secções nacionais do movimento socialista numa nova base. Com o carismático chefe do movimento juvenil socialista suíço, Willi Münzenberg, desempenhando o papel principal, foi convocada uma conferência antimilitarista de secções juvenis internacionais. A 4 de abril de 1915, nove delegados de vários países neutros reuniram-se em Berna para tentar estabelecer um centro para uma organização da IVSJO revitalizada. Enquanto a conferência não subscreveu o apelo de Lenin a uma guerra civil revolucionária para pôr fim ao banho de sangue europeu, a conferência apoiou o "socialismo revolucionário" e a recriação do movimento juvenil socialista independente dos vários partidos socialistas (chauvinistas). Como observa o historiador Richard Cornell, "isto marcou um ponto de viragem crítico na história do movimento juvenil socialista".
A conferência de Berna decidiu iniciar uma publicação chamada Die Jugendinternationale (A Juventude Internacional) e foi criado um Gabinete Internacional da Juventude. A sede foi estabelecida em Zurique, com Willi Münzenberg eleito pela conferência para desempenhar o papel de Secretário Internacional da IVSJO reconstituída.

### Formação da JCI
Em 1918, todas as organizações juvenis socialistas oficiais da Europa - com exceção da alemã, holandesa e francesa - tinham-se afiliado à IVSJO reconstituída. Enquanto a organização era antimilitarista, subsistiam divisões severas quanto à forma de pôr fim à guerra. A fação do Centro pacifista procurou o estabelecimento de arbitragem vinculativa e de medidas para a limitação ativa do armamento, enquanto a esquerda revolucionária, inspirada pelos acontecimentos na Rússia soviética, passou a ver cada vez mais a revolução internacional como a única solução possível para a inevitabilidade da guerra capitalista. Esta divisão assemelhava-se aproximadamente à divisão no movimento adulto do movimento Zimmerwald entre a maioria pacifista e as fações revolucionárias de esquerda.
A rutura decisiva ocorreu em março de 1919 com o estabelecimento da Internacional Comunista em Moscovo. As divisões começaram a ter lugar em partidos socialistas de todo o mundo entre as tendências socialistas orientadas para o eleitorado e as tendências comunistas orientadas para a revolução. Como Richard Cornell observa, "Os jovens socialistas foram agora lançados de cabeça nos debates partidários. A neutralidade já não era possível".
A 20 de novembro de 1919, a IVSJO realizou a sua primeira conferência após a guerra. Em condições secretas, num salão de cerveja em Berlim, delegados representando muitas das organizações juvenis socialistas da Europa reuniram-se, convocados pelo Secretário Internacional Willi Münzenberg. A conferência decidiu mudar o nome para "Jovem Comunista Internacional" e foi subsequentemente conhecida como o Primeiro Congresso da YCI. Estiveram presentes cerca de 19 delegados, representando as organizações juvenis socialistas da Rússia, Alemanha, Itália, Suécia, Noruega, Dinamarca, Suíça, Áustria, Polónia, Hungria, Roménia e Espanha, bem como uma fação da oposição da Checoslováquia.
O Primeiro Congresso estabeleceu a sede da organização YCI em Berlim. As decisões da organização deveriam ser tomadas por um Comité Executivo da Juventude Comunista Internacional (ECCYI) de cinco membros, e foi adotado um programa para a organização.

### A Questão do Controlo do Partido
Talvez a questão mais importante determinada durante os primeiros anos da Internacional Comunista Juvenil tenha sido a da relação do movimento juvenil com os partidos comunistas emergentes de vários países. Este assunto fora tenazmente discutido na Conferência de Berlim de 1919, com o delegado russo, Lazar Shatskin, avançando a posição de que os vários grupos juvenis nacionais deveriam estar sob a direção e controlo imediatos dos partidos adultos correspondentes. Esta posição foi contrariada por outros da tradição socialista da Europa Ocidental, que previram um papel de vanguarda independente para o movimento juvenil comunista. Em Berlim foi alcançado um compromisso, no qual foi acordado que o YCI não seria considerado uma organização "irmã" da Internacional Comunista, mas sim uma "parte" do Comintern. As organizações juvenis nacionais foram obrigadas a seguir ou o programa político "daquele partido ou fação no seu país que é membro da Terceira Internacional" ou o programa do próprio Comintern.
A ICJ permaneceu dividida entre aderentes de uma linha independente, concentrada na Alemanha e liderada por Willi Münzenberg, e aqueles que desejavam seguir uma liderança russa próxima através da direção próxima do movimento juvenil do Comintern.

O historiador do movimento juvenil comunista inicial Richard Cornell observa o pensamento do grupo centrado em Berlim:
Münzenberg, nesta altura, deu expressão ao que era claramente o sentimento de frustração subjacente aos jovens activistas comunistas. Reconhecendo a necessidade do centralismo no movimento comunista para concentrar "a maior potência impressionante", ele apelou quase desesperadamente para não centralizar o movimento de tal forma que a "iniciativa revolucionária" de todos os verdadeiros comunistas fosse amarrada e abafada. Tendo lutado durante tanto tempo para sair da burocracia dos social-democratas alemães (SPD), Münzenberg e os jovens comunistas alemães não tinham qualquer desejo de substituir uma nova burocracia comunista pela antiga, da social-democracia.
A divisão entre os jovens comunistas independentes e os jovens comunistas centrados em Moscovo chegou à cabeça em 1921, durante a realização de um 2.º Congresso Mundial da Juventude Comunista Internacional. O contingente russo-cêntrico da ICJ procurara uma reunião em Moscovo no verão de 1921, em conjunto com o anteriormente programado 3.º Congresso Mundial da Internacional Comunista. O chefe do Comintern Grigory Zinoviev prevalecera para enviar uma carta ao ECCYI em novembro de 1920 apoiando um tal local. No entanto - e sobre as fortes objeções do seu contingente russo - o Comité Executivo da ICJ decidiu de forma independente convocar o 2.º Congresso Mundial do órgão deliberativo da organização a 6 de abril em Jena. Os russos recusaram-se a assistir a esta reunião, que teve de ser mantida em segredo devido ao seu estatuto "ilegal" aos olhos da polícia. Quatro dias após a sua convocação, o local de reunião da reunião secreta foi deslocado para Berlim, devido a considerações de segurança. A sessão foi terminada abruptamente por ordem do Comintern, sob instruções do Comité Executivo da Internacional Comunista.
Um chamado "Segundo Congresso Real" foi convocado em Moscovo entre 9 e 23 de junho, imediatamente antes do 3.º Congresso Mundial do Comintern. O historiador E.H. Carr observou:
"Essa resistência e crítica foi sugerida pelo facto de Lenin ter intervindo pessoalmente para conciliar opiniões divergentes, e de Trotsky ter aparecido no congresso para defender Comintern contra a acusação de subordinar os interesses da revolução mundial aos da Rússia soviética. Mas as dificuldades foram ultrapassadas, o cumprimento registado, e a sede da Internacional Comunista Juvenil foi transferida para Moscovo. Congressos subsequentes da Internacional Comunista Juvenil foram realizados em Moscovo em simultâneo com os congressos do Comintern. Uma vez mais, foi dado um passo que favoreceu a disciplina centralizada do Comintern em detrimento daquele grau de independência que era necessário para o encorajamento dos movimentos de massas. Pode ter sido uma coincidência que Münzenberg tenha sido transferido, após o congresso, para fazer outros trabalhos".
No que lhe concerne, o 3.º Congresso do Comintern abordou a questão do movimento comunista juvenil. A organização da ICJ foi racionalizada ao longo da estrutura do Comintern e as organizações membras da ICJ foram obrigadas a adotar o nome "Federação das Juventudes Comunistas", seguido da sua denominação nacional.
Após o 2.º Congresso Mundial da ICJ, Münzenberg foi sucedido pela Voja Vujović como chefe da organização. 

### Dissolução da ICJ
Em 1943, a ICJ foi dissolvida juntamente com o Comintern. A sua organização sucessora é a Federação Mundial da Juventude Democrática.